# Steven Nadler
Pour les articles homonymes, voir Nadler.
Steven Nadler, né le 11 novembre 1958, est un philosophe américain.

## Biographie
Steven Nadler obtient un PhD de l'Université Columbia en 1986.

## Œuvres

### Publications originales en anglais
- Arnauld and the Cartesian Philosophy of Ideas, Manchester University Press, 1989
- Malebranche and Ideas, Oxford University Press, 1992
- Spinoza: A Life, 1999
- Spinoza's Heresy: Immortality and the Jewish Mind, 2002
- Rembrandt's Jews, 2003
- Spinoza's Ethics: An Introduction, 2006
- The Best of All Possible Worlds: A Story of Philosophers, God, and Evil, Farrar, Straus & Giroux, 2008
- A Book Forged in Hell: Spinoza's Scandalous Treatise, Princeton University Press, 2011
- The Philosopher, the Priest, and the Painter: A Portrait of Descartes, Princeton University Press, 2013
- Heretics! The Wondrous (and Dangerous) Beginnings of Modern Philosophy, Princeton University Press, 2017, avec Ben Nadler
- Menasseh ben Israel: Rabbi of Amsterdam, Yale University Press, 2018

### Traductions en français
- Spinoza, une vie [« Spinoza: A Life »], Bayard, 2003, 440 p. (ISBN 978-2227470743); réédition H&O, 2021,  (ISBN 978-2845473799)
- Le Meilleur des mondes possibles : La rencontre entre Leibniz, Malebranche et Arnauld, Bayard, 2011, 321 p. (ISBN 978-2227478527)
- Le philosophe, le prêtre et le peintre : Portrait de Descartes au Siècle d'or [« The Philosopher, the Priest, and the Painter: A Portrait of Descartes »], Alma, 2015, 328 p. (ISBN 978-2362791451)
- Un livre forgé en enfer : le traité scandaleux de Spinoza et la naissance de l'ère laïque [« A Book Forged in Hell: Spinoza's Scandalous Treatise »], H&O, 2018, 384 p. (ISBN 978-2845473300)
- Hérétiques ! : Mes merveilleux (et périlleux) débuts de la philosophie moderne [« Heretics! The Wondrous (and Dangerous) Beginnings of Modern Philosophy »], H&O, 2019, 192 p. (ISBN 978-2845473409), avec Ben Nadler